# Centistes sylvicola
Centistes sylvicola är en stekelart som beskrevs av Sergey A. Belokobylskij 1992. Centistes sylvicola ingår i släktet Centistes och familjen bracksteklar. Inga underarter finns listade.